# Jelsum
Jelsum is een dorp in de gemeente Leeuwarden, in de Nederlandse provincie Friesland. Jelsum ligt tussen Cornjum en de stad Leeuwarden ten oosten van de N357. In 2023 telde het dorp 320 inwoners, waarvan 125 inwoners in het buitengebied.
Binnen het dorpsgebied van Jelsum liggen de buurtschappen Groote Bontekoe (grotendeels) en Vensterburen en de voormalige buurtschap 't Haantje. In het dorpsgebied liggen onder meer de Kleine Vaart en de Jelsumervaart.
De dorpen Britsum, Cornjum en Jelsum werken op veel fronten samen. Jelsum en Cornjum hebben gezamenlijk een dorpsbelangenvereniging.

## Geschiedenis
Jelsum is ontstaan op een terp die voor de christelijke jaartelling werd opgeworpen op een kwelderwal. De terp is permanent bewoond sinds de midden-ijzertijd. Aan het eind van de 19e eeuw is het noordelijke deel van de terp afgegraven.
De plaats werd onder andere vermeld als  Heilsum rond 1270, als Helsim en Hielzum in 1402 als Helsum en Hyelsum in 1472  en als Jelsum in 1503. De plaatsnaam verwijst waarschijnlijk naar de woonplaats (heem/um) van de persoon Helle.
Tot 2018 behoorde Jelsum tot de gemeente Leeuwarderadeel.

## Monumenten

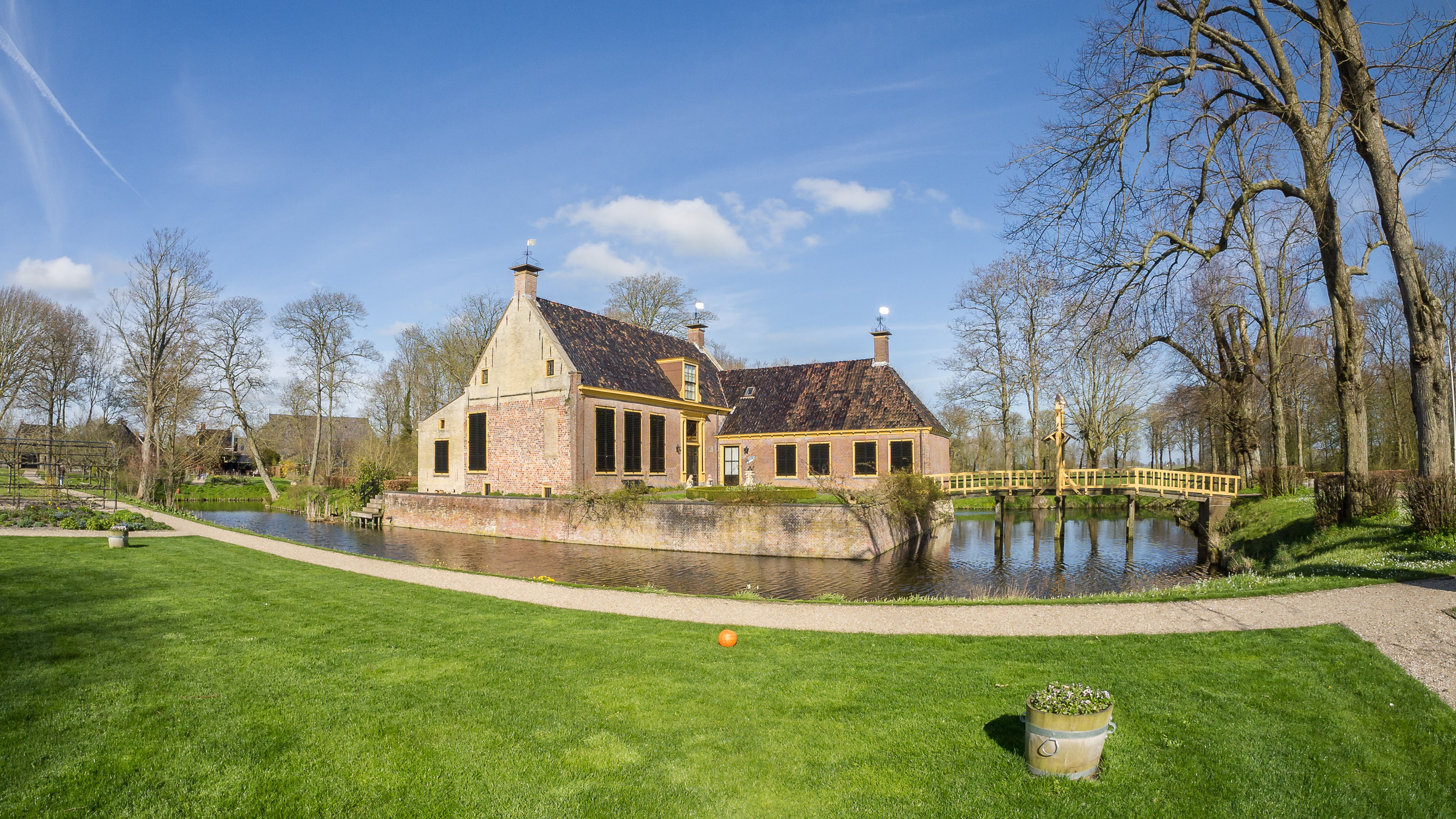
Dekemastate

Een deel van Jelsum is een beschermd dorpsgezicht, een van de beschermde stads- en dorpsgezichten in Friesland. Verder zijn er in het dorp een aantal rijksmonumenten.

## States
In Jelsum staat de state (landhuis) Dekemastate, een oude state, die in gebruik is als museum en trouwlocatie. Ten oosten van Jelsum lag de Hinnemastate.

## Kerk

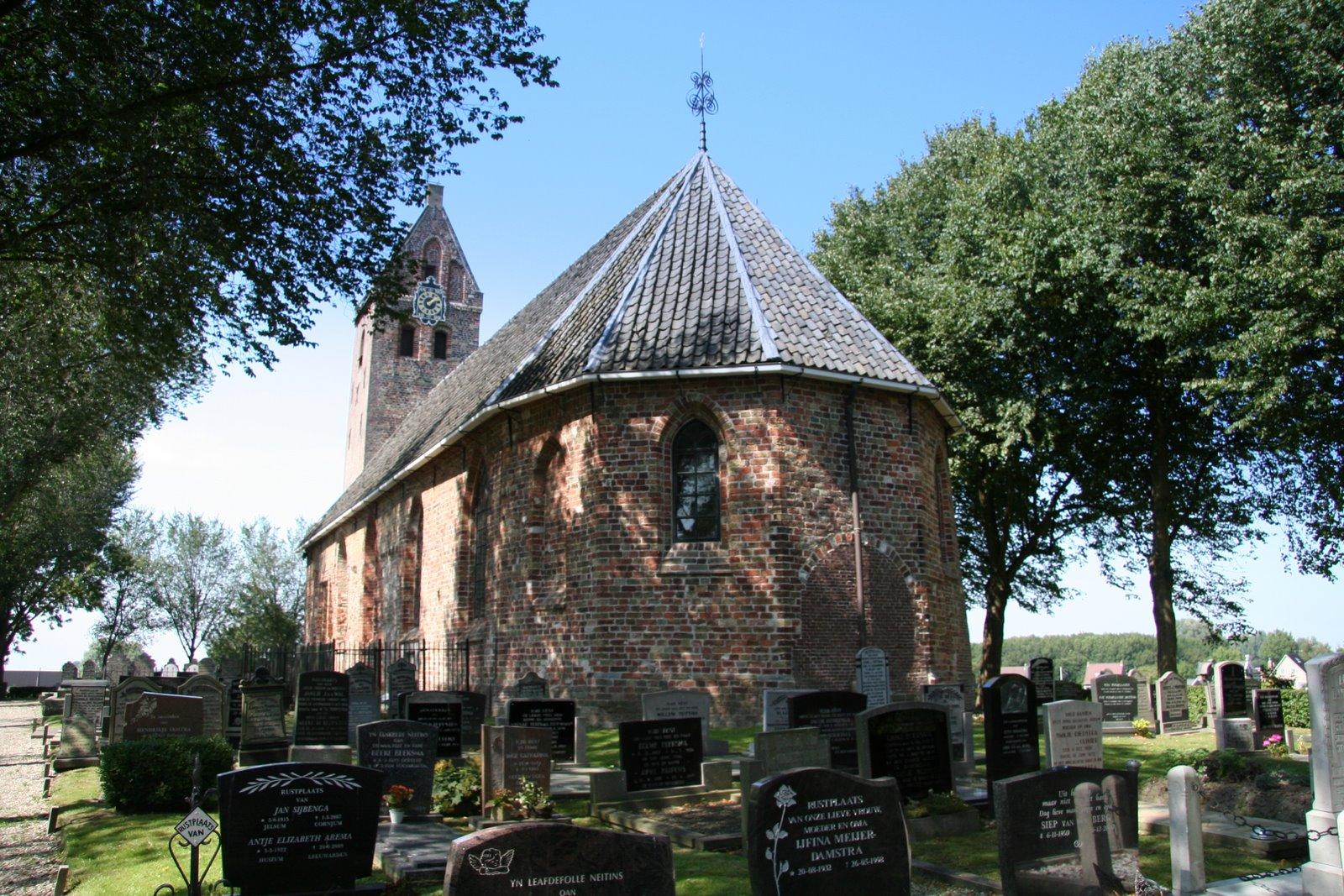
Sint Genovevakerk

De hervormde Sint Genovevakerk dateert uit de 12e eeuw. De kerk staat hiermee op de 57e positie van de oudste kerken van Nederland.
In 2010 vond er een archeologisch onderzoek plaats ten noorden van de middeleeuwse kerk.

## Sport
De voetbalvereniging VV DTD, (De Trije Doarpen) bestaat sinds 1939 en heeft leden uit de dorpen Jelsum, Cornjum en Britsum. De voetbalvelden liggen in Jelsum. Sinds 2013 zijn de kaatsverenigingen van de dorpen samengegaan onder de naam KF It Partoer.

## Cultuur
De drie dorpen hebben een gezamenlijk toneelvereniging; de Vriendenkring. Vaste plek is in Jelsum. In Cornjum staat het dorpshuis van de drie dorpen, De Bining.

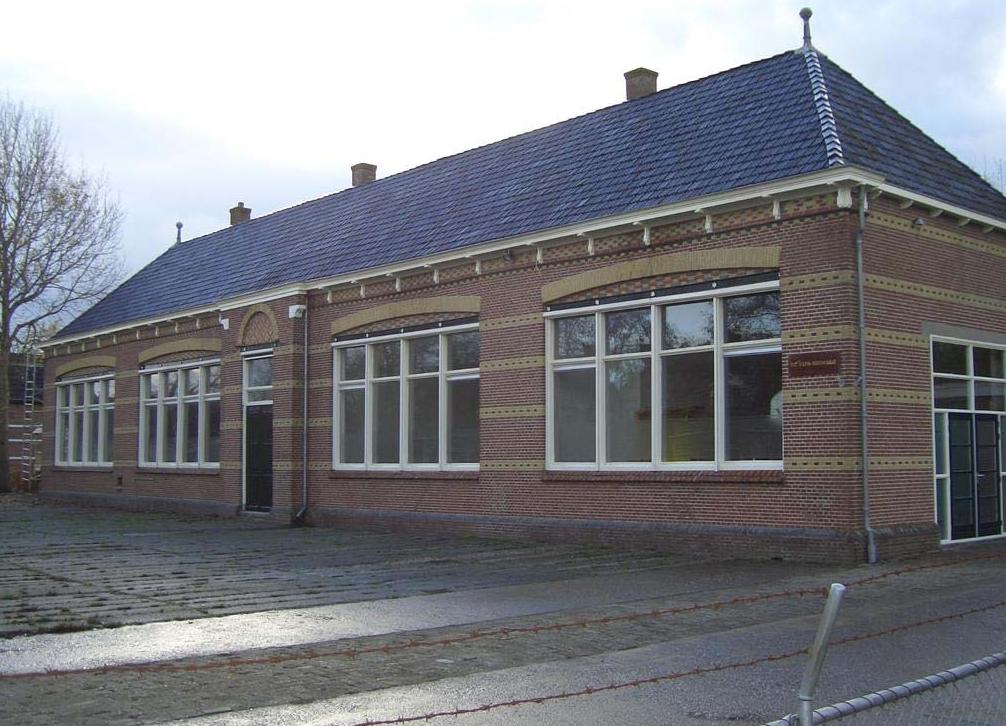
De oude School aan de Boarnsylsterwei

## Onderwijs
Sinds 2015 is na fusies de samenwerkingsschool De Swirrel in Britsum ontstaan en vormt sindsdien de basisschool voor de drie dorpen. Door deze fusie gaan kinderen ook naar school in Leeuwarden, wat op een gelijke afstand van Britsum ligt. 

## Jabikspaad
De oostelijke route van het Jabikspaad, de Friese Camino de Santiago, gaat door Jelsum. Het Jabikspaad is 130 kilometer lang en loopt van Sint Jacobiparochie naar Hasselt.

## Bekende (ex-)inwoners

### Geboren in Jelsum
- Festus Hommius (1576-1642), theoloog, predikant en bijbelvertaler
- Frans van Donia (1580-1651), militair en vertegenwoordig bij de Vrede van Munster
- Hector Livius van Haersma (1737-1820), grietman
- Sjirk de Wal (1852-1909), kaatser die zeven keer de PC won
- Jan Wijga (1902-1978), reclametekenaar

### Overleden in Jelsum
- Rigtje Boelstra (1893-1969), rundveefokster en tekenares